# Anacréon
Anacréon és una òpera en dos actes composta per Luigi Cherubini sobre un llibret en francès de C.R.Mendouze. S'estrenà a l'Òpera de París el 4 d'octubre de 1803.
L'òpera va resultar ser un complet fracàs, acabant el seu recorregut després de només set actuacions. El tema, una història d'amor de l'antic poeta grec Anacreont, era completament aliè a l'esperit de l'època. Un crític es queixava que en el seu protagonista Cherubini havia representat "un vieux debauché déguisé en héros d'opéra" ("un vell llibertí disfressat com un heroi de l'òpera").
L'obertura va ser elogiada per Weber i Berlioz i amb freqüència ha estat registrada. L'òpera completa va ser reviscuda per la companyia de la ràdio italiana RAI el 1973 i en l'escenari de la Scala el 1983 amb la realització de Gianandrea Gavazzeni.